# Presidente de Croacia
El presidente de Croacia (croata: Predsjednik Hrvatske), oficialmente designado presidente de la República (croata: Predsjednik Republike), es el jefe de Estado, el comandante en jefe de las fuerzas armadas y el principal representante de la República de Croacia, tanto dentro del país como  extranjero.  El presidente es el titular del cargo más alto en Croacia.  Sin embargo, el presidente no es el jefe de la rama ejecutiva, ya que Croacia tiene un sistema semipresidencial en donde el cargo de primer ministro es la persona más poderosa dentro del marco constitucional del país y la política cotidiana.

## Poderes, deberes y responsabilidades
El presidente de Croacia representa al país en el extranjero como jefe de Estado, mantiene el funcionamiento regular y coordinado y la estabilidad del sistema de gobierno nacional y salvaguarda la independencia e integridad territorial del país. El presidente tiene prohibido ejecutar cualquier otro deber público o profesional mientras esté en el cargo.
El presidente de convoca elecciones para el Sabor (parlamento croata) y convoca la primera reunión del mismo. El presidente también debe designar un primer ministro, sobre la base del equilibrio de poder en el parlamento. A su vez, el candidato designado debe buscar la confirmación del parlamento a través de un voto de confianza, a fin de recibir un mandato para dirigir al Gobierno (después de que la mayoría absoluta de los parlamentarios le exprese su confianza, el presidente designa formalmente al candidato como Primer ministro, mientras que el primer ministro nombra ministros; todos con la firma del presidente del parlamento). El presidente también puede convocar referéndums, otorgar indultos y condecoraciones y otras formas de reconocimiento definidas por la legislación.

### Asuntos exteriores
El presidente de Croacia y el Gobierno cooperan en la formulación y aplicación de la política exterior de Croacia.  Esta disposición de la constitución es una fuente ocasional de conflicto entre el presidente y el gobierno. El presidente decide el establecimiento de misiones diplomáticas y oficinas consulares de la República de Croacia en el extranjero, a propuesta del Gobierno y con la firma del primer ministro.  El presidente, después de la firma previa del primer ministro, nombra y revoca a los representantes diplomáticos de la República de Croacia, a propuesta del Gobierno y al recibir la opinión de un comité aplicable del parlamento.  El presidente recibe cartas de crédito y cartas de retiro de representantes diplomáticos extranjeros.

### Seguridad nacional, defensa y poderes extraordinarios
El presidente de Croacia es el Comandante en jefe de las fuerzas armadas de la República. Tiene el poder de designar y relevar a los comandantes militares del deber, de conformidad con la legislación aplicable. De conformidad con las decisiones del parlamento, el presidente declara la guerra y concluye la paz. En casos de amenazas inmediatas a la independencia, unidad y existencia del estado, el presidente puede ordenar el uso de las fuerzas armadas, incluso si no se declara el estado de guerra, siempre que dicha orden sea refrendada por el primer ministro. Durante un estado de guerra, el presidente puede promulgar regulaciones con fuerza de ley sobre la base y dentro del alcance de la autoridad obtenida del parlamento. En tales circunstancias, el presidente puede convocar reuniones del gabinete del gobierno y presidirlas. Si el parlamento no está en sesión, el presidente está autorizado a regular todos los asuntos requeridos por el estado de guerra a través de regulaciones que tengan fuerza de ley. Dichas regulaciones también deben ser refrendadas por el primer ministro para que sean válidas. Se requiere que el presidente presente las regulaciones que se promulgan con fuerza de ley así al parlamento para su aprobación tan pronto como el parlamento pueda convocar, de lo contrario las regulaciones se anularán. El presidente coopera con el gobierno que dirige la operación del sistema croata de seguridad e inteligencia. El presidente y el primer ministro nombran conjuntamente a los jefes de las agencias de seguridad, y el presidente puede asistir a las reuniones del gabinete, participando en las discusiones mantenidas en dichas reuniones.

### Disolución del Parlamento
El presidente de Croacia puede disolver el Sabor a solicitud del gobierno si este último propone una cuestión de confianza al Parlamento y la mayoría de los diputados adoptan una moción de censura o si el Parlamento no aprueba el presupuesto del gobierno 120 días después de que se le presenta. Esa decisión debe ser refrendada por el primer ministro para que sea válida.  El presidente también puede disolver el Parlamento después de que se haya adoptado una moción de desconfianza respaldada por la mayoría de los diputados y no se pueda formar un nuevo gobierno dentro de los 30 días o si no se puede formar un nuevo gobierno después de las elecciones generales en el período máximo de 120 días luego de la elección. Sin embargo, el presidente no puede disolver el Parlamento a solicitud del gobierno si un procedimiento para determinar si el presidente ha violado las disposiciones de la constitución está en curso.

## Elección y toma de posesión
El presidente es elegido sobre la base del sufragio universal, a través de una votación secreta , por un período de cinco años. Si ningún candidato en las elecciones obtiene más del 50% de los votos, se celebrará una segunda vuelta en 14 días. La Constitución de Croacia establece un límite para un máximo de dos períodos en el cargo y exige que las fechas de elección se determinen dentro de 30 a 60 días antes de la expiración del mandato del presidente en ejercicio. Cualquier ciudadano de Croacia de 18 años o más puede ser candidato en una elección presidencial, siempre que el candidato sea avalado por 10,000 votantes. Los avales se requieren en forma de una lista que contiene el nombre, la dirección, el número de identificación personal y la firma del votante. Las elecciones presidenciales están reguladas por una ley del parlamento.
La constitución requiere que el presidente electo renuncie a la membresía de un partido político. El presidente electo también debe renunciar al parlamento si es diputado al momento de ser elegido presidente. Antes de asumir el deber presidencial, el presidente electo debe prestar juramento ante los jueces del Tribunal Constitucional , jurando lealtad a la Constitución de Croacia. La ceremonia de inauguración se celebra tradicionalmente en la plaza de San Marcos en Zagreb, frente a la iglesia de San Marcos, a medio camino entre el edificio del Parlamento y Banski dvori, la sede del Gobierno. El texto del juramento está definido por las enmiendas a la Ley de Elecciones Presidenciales de 1997.

## Inmunidad y destitución
El presidente de Croacia goza de inmunidad por lo cual no puede ser arrestado ni se puede iniciar ningún proceso penal contra él sin el consentimiento previo del Tribunal Constitucional. El único caso en el que no se aplica la inmunidad es si el presidente ha sido atrapado en el acto de cometer un delito penal, que conlleva una pena de prisión por más de cinco años. En tal caso, el organismo estatal que ha detenido al presidente debe notificar al Presidente del Tribunal Constitucional de inmediato.
El presidente de Croacia es destituible por cualquier violación de la Constitución cometida en cumplimiento del deber. Los procedimientos de juicio político pueden ser iniciados por el Sabor por un voto mayoritario cualificado de dos tercios de todos los miembros del parlamento. La destitución del presidente es decidida por el Tribunal Constitucional, por un voto mayoritario cualificado de dos tercios de todos sus jueces. Si el Tribunal Constitucional destituye al presidente, se termina su mandato definitivamente.

## Incapacidad y vacancia
En caso de incapacidad breve para ejecutar el cargo de presidente de Croacia debido a ausencia, enfermedad o vacaciones, el presidente puede transferir sus poderes al presidente del Sabor para que actúe como presidente en funciones. El presidente decide sobre la revocación de esta autoridad y su regreso a la oficina. Si se impide que el presidente desempeñe sus funciones durante un período de tiempo más prolongado debido a una enfermedad u otra forma de incapacidad, y especialmente si el presidente no puede decidir la transferencia de poderes a un diputado, el presidente del parlamento se convierte en el presidente en funciones.
En caso de fallecimiento en el cargo o renuncia, presentado al presidente del Tribunal Constitucional y comunicado al presidente del Parlamento, o en los casos en que el Tribunal Constitucional decida terminar el mandato presidencial por juicio político, el presidente del Parlamento se convierte en presidente interino. En esas circunstancias, el primer ministro refrenda la nueva legislación en lugar del presidente y debe celebrarse una nueva elección presidencial dentro de los 60 días.

## Jefes de Estado (1943-actualidad)

### República Socialista de Croacia (1945-1991)
| N.º                                                                               | Presidente                                                                        | Presidente                                                                        | Inicio                                                                            | Final                                                                             | Partido                                                                            |                                                                                   |                                                                                   |                                                                                   |
| Jefe del Consejo Antifascista de Liberación Popular de Croacia (ZAVNOH) 1943-1945 | Jefe del Consejo Antifascista de Liberación Popular de Croacia (ZAVNOH) 1943-1945 | Jefe del Consejo Antifascista de Liberación Popular de Croacia (ZAVNOH) 1943-1945 | Jefe del Consejo Antifascista de Liberación Popular de Croacia (ZAVNOH) 1943-1945 | Jefe del Consejo Antifascista de Liberación Popular de Croacia (ZAVNOH) 1943-1945 | Jefe del Consejo Antifascista de Liberación Popular de Croacia (ZAVNOH) 1943-1945  | Jefe del Consejo Antifascista de Liberación Popular de Croacia (ZAVNOH) 1943-1945 | Jefe del Consejo Antifascista de Liberación Popular de Croacia (ZAVNOH) 1943-1945 | Jefe del Consejo Antifascista de Liberación Popular de Croacia (ZAVNOH) 1943-1945 |
| --------------------------------------------------------------------------------- | --------------------------------------------------------------------------------- | --------------------------------------------------------------------------------- | --------------------------------------------------------------------------------- | --------------------------------------------------------------------------------- | ---------------------------------------------------------------------------------- | --------------------------------------------------------------------------------- | --------------------------------------------------------------------------------- | --------------------------------------------------------------------------------- |
| —                                                                                 | Vladimir Nazor                                                                    | Vladimir Nazor (1876-1949)                                                        | 13 de junio de 1943                                                               | 21 de agosto de 1945                                                              | Independiente                                                                      |                                                                                   |                                                                                   |                                                                                   |
| Presidentes del Presidium de la Asamblea Popular 1943-1953                        |                                                                                   |                                                                                   |                                                                                   |                                                                                   |                                                                                    |                                                                                   |                                                                                   |                                                                                   |
| 1                                                                                 | Vladimir Nazor                                                                    | Vladimir Nazor (1876-1949)                                                        | 26 de febrero de 1946                                                             | 19 de junio de 1949                                                               | Independiente                                                                      |                                                                                   |                                                                                   |                                                                                   |
| 2                                                                                 | Karlo Mrazović                                                                    | Karlo Mrazović (1902-1987)                                                        | 15 de octubre de 1949                                                             | 1952                                                                              | Partido Comunista de Yugoslavia                                                    |                                                                                   |                                                                                   |                                                                                   |
| 3                                                                                 | Vicko Krstulović                                                                  | Vicko Krstulović (1905-1988)                                                      | de febrero de 1952                                                                | 6 de febrero de 1953                                                              | Partido Comunista de Yugoslavia(luego Liga de Comunistas de Yugoslavia desde 1952) |                                                                                   |                                                                                   |                                                                                   |
| Presidentes de la Asamblea 1953-1974                                              |                                                                                   |                                                                                   |                                                                                   |                                                                                   |                                                                                    |                                                                                   |                                                                                   |                                                                                   |
| 4                                                                                 | Zlatan Sremec                                                                     | Zlatan Sremec (1898-1971)                                                         | 6 de febrero de 1953                                                              | de diciembre de 1953                                                              | Liga de Comunistas de Yugoslavia                                                   |                                                                                   |                                                                                   |                                                                                   |
| 5                                                                                 | Vladimir Bakarić                                                                  | Vladimir Bakarić (1912-1983)                                                      | de diciembre de 1953                                                              | de diciembre de 1963                                                              | Liga de Comunistas de Yugoslavia                                                   |                                                                                   |                                                                                   |                                                                                   |
| 6                                                                                 | Ivan Krajačić                                                                     | Ivan Krajačić (1906-1986)                                                         | de diciembre de 1963                                                              | de junio de 1967                                                                  | Liga de Comunistas de Yugoslavia                                                   |                                                                                   |                                                                                   |                                                                                   |
| 7                                                                                 | Jakov Blažević                                                                    | Jakov Blažević (1912-1996)                                                        | de junio de 1967                                                                  | de abril de 1974                                                                  | Liga de Comunistas de Yugoslavia                                                   |                                                                                   |                                                                                   |                                                                                   |
| 8                                                                                 | Ivo Perišin                                                                       | Ivo Perišin (1925-2008)                                                           | de abril de 1974                                                                  | 8 de mayo de 1974                                                                 | Liga de Comunistas de Yugoslavia                                                   |                                                                                   |                                                                                   |                                                                                   |
| Presidentes de la Presidencia 1974-1990                                           |                                                                                   |                                                                                   |                                                                                   |                                                                                   |                                                                                    |                                                                                   |                                                                                   |                                                                                   |
| 9                                                                                 | Jakov Blažević                                                                    | Jakov Blažević (1912-1996)                                                        | 8 de mayo de 1974                                                                 | de mayo de 1982                                                                   | Liga de Comunistas de Yugoslavia                                                   |                                                                                   |                                                                                   |                                                                                   |
| 10                                                                                | Marijan Cvetković                                                                 | Marijan Cvetković (1920-1990)                                                     | de mayo de 1982                                                                   | de mayo de 1983                                                                   | Liga de Comunistas de Yugoslavia                                                   |                                                                                   |                                                                                   |                                                                                   |
| 11                                                                                | Milutin Baltić                                                                    | Milutin Baltić (1920-2013)                                                        | de mayo de 1983                                                                   | 10 de mayo de 1984                                                                | Liga de Comunistas de Yugoslavia                                                   |                                                                                   |                                                                                   |                                                                                   |
| 12                                                                                | Jakša Petrić                                                                      | Jakša Petrić (1922-1993)                                                          | 10 de mayo de 1984                                                                | 10 de mayo de 1985                                                                | Liga de Comunistas de Yugoslavia                                                   |                                                                                   |                                                                                   |                                                                                   |
| 13                                                                                | Pero Car                                                                          | Pero Car (1920-1985)                                                              | 10 de mayo de 1985                                                                | 15 de noviembre de 1985                                                           | Liga de Comunistas de Yugoslavia                                                   |                                                                                   |                                                                                   |                                                                                   |
| 14                                                                                | Ema Derossi-Bjelajac                                                              | Ema Derossi-Bjelajac (1926-2020 )                                                 | 20 de noviembre de 1985                                                           | 10 de mayo de 1986                                                                | Liga de Comunistas de Yugoslavia                                                   |                                                                                   |                                                                                   |                                                                                   |
| 15                                                                                |                                                                                   | Ante Marković (1924-2011)                                                         | 10 de mayo de 1986                                                                | de mayo de 1988                                                                   | Liga de Comunistas de Yugoslavia                                                   |                                                                                   |                                                                                   |                                                                                   |
| 16                                                                                | Ivo Latin                                                                         | Ivo Latin (1929-2002)                                                             | de mayo de 1988                                                                   | 30 de mayo de 1990                                                                | Liga de Comunistas de Yugoslavia                                                   |                                                                                   |                                                                                   |                                                                                   |
| 17                                                                                | Franjo Tuđman                                                                     | Franjo Tuđman (1922-1999)                                                         | 30 de mayo de 1990                                                                | 22 de diciembre de 1990                                                           | Unión Democrática Croata                                                           |                                                                                   |                                                                                   |                                                                                   |

### República de Croacia (desde 1991)

#### Presidentes
| 1 | Franjo Tuđman   | Franjo Tuđman (1922-1999)        | 30 de mayo de 1990      | 10 de diciembre de 1999 | Unión Democrática Croata                      | 1992 1997           |
| - | Vlatko Pavletić | Vlatko Pavletić (1930-2007)      | 26 de noviembre de 1999 | 2 de febrero de 2000    | Unión Democrática Croata                      | Presidente interino |
| - |                 | Zlatko Tomčić (1945-)            | 2 de febrero de 2000    | 18 de febrero de 2000   | Partido Campesino Croata                      | Presidente interino |
| 2 | Stjepan Mesić   | Stjepan Mesić (1934-)            | 18 de febrero de 2000   | 18 de febrero de 2010   | Partido Popular Croata - Liberales Demócratas | 2000 2005           |
| 3 |                 | Ivo Josipović (1957-)            | 18 de febrero de 2010   | 18 de febrero de 2015   | Partido Socialdemócrata de Croacia            | 2009-10             |
| 4 |                 | Kolinda Grabar-Kitarović (1968-) | 19 de febrero de 2015   | 18 de febrero de 2020   | Unión Democrática Croata                      | 2014-15             |
| 5 |                 | Zoran Milanović (1966-)          | 19 de febrero de 2020   | En el cargo             | Partido Socialdemócrata de Croacia            | 2019-20 2024-25     |